# Manchebo Beach
Manchebo Beach är en strand i Aruba (Kungariket Nederländerna). Den ligger i den västra delen av landet, 4 km väster om huvudstaden Oranjestad.